# 221.ª División de Seguridad (Wehrmacht)
La 221.ª División de Seguridad era una división de seguridad de la Zona de Retaguardia en la Wehrmacht durante la Segunda Guerra Mundial. Al mando del general Johann Pflugbeil, la unidad se desplegó en áreas ocupadas por los alemanes en la Unión Soviética, en la Zona de Retaguardia del Grupo de Ejércitos Centro, por seguridad y deberes de Bandenbekämpfung ("contrainsurgencia"). Fue responsable de crímenes de guerra a gran escala y atrocidades, incluyendo la muerte de miles de civiles soviéticos.

## Historial de operaciones

### Formación y Operación Barbarroja
La división se formó en junio de 1941. Junto con las tropas de la Wehrmacht, incluía al Batallón de Policía 309 de la OrPo (policía uniformada), su única formación motorizada. La unidad pasó tres meses en la línea del frente y seis meses en tareas de seguridad de la zona de retaguardia en el área de Gomel. Sus funciones incluían garantizar la seguridad de las comunicaciones y las líneas de suministro, la explotación económica y combatir a los partidarios en las zonas traseras de la Werhmacht.
En septiembre de 1941, los oficiales de la división asistieron a la conferencia de Mogilev, organizada por el general Max von Schenckendorff, comandante de la Zona de Retaguardia del Grupo de Ejércitos Centro. La conferencia, aunque aparentemente tenía como objetivo el "entrenamiento antipartisano", resultó en un aumento dramático de las atrocidades contra judíos y otros civiles en los últimos tres meses de 1941. La división informó haber disparado a 1.847 "partisanos" en solo dos meses. La toma de rehenes también aumentó dramáticamente. Las unidades de la Wehrmacht estaban recibiendo directivas de que 50 a 100 "comunistas" debían ser asesinados por la muerte de cada soldado alemán.

### Actividades en 1942
En marzo de 1942, la división se embarcó en operaciones de seguridad a gran escala en el área de Yelnya-Dorogobuzh al este de Smolensk. Las llamadas operaciones antipartisanas en áreas "infestadas de bandidos" equivalieron a la destrucción de aldeas, la incautación de ganado, la deportación de la población sana por trabajo esclavo a Alemania y el asesinato de personas en edad no laboral. Las tácticas incluyeron bombardear pueblos que no estaban bajo control alemán con armas pesadas, lo que resultó en bajas civiles en masa. El general Johann Pflugbeil dirigió a sus tropas que "el objetivo de la operación no es hacer retroceder al enemigo, sino exterminarlo". Durante la operación, la unidad registró 278 soldados alemanes muertos, mientras que 806 enemigos fueron asesinados en acción y 120 prisioneros fueron entregados a la Policía Secreta Militar de la Wehrmacht para su ejecución. Solo 200 armas (fusiles, ametralladoras y pistolas) fueron incautadas.

### Historia posterior
La división sirvió en primera línea en octubre de 1943 luchando contra las tropas del Ejército Rojo en Gomel. En noviembre, fue transferido nuevamente a acciones en la retaguardia (Bandenbekämpfung) en Bielorrusia. La unidad fue destruida en gran parte durante la ofensiva de verano del Ejército Rojo, la Operación Bagration, en junio de 1944. El personal sobreviviente fue absorbido por otras unidades de seguridad.